# Eusèbe de Verceil
Pour les articles homonymes, voir Saint Eusèbe et Eusèbe.
Eusèbe de Verceil (en italien Eusebio di Vercelli), né à Cagliari en Sardaigne en 283 et mort à Verceil au Piémont le 1er août 371, était un romain, évêque du diocèse de Verceil au IVe siècle. Très actif dans la lutte contre l'arianisme il fut le premier évêque en Occident à vivre en communauté avec son clergé, exemple qui fut suivi peu après par  Augustin d'Hippone.
Il est considéré comme saint par l'Église catholique et l'Église orthodoxe, et fêté le 1er août en Orient et le 2 août en Occident. Il est le patron de l'archidiocèse de Verceil.

## Biographie
Fils de Restitude, il aurait été baptisé par le pape Eusèbe qui lui donna alors son nom.
Il devint clerc à Rome puis évêque de Verceil (Vercelli) dans le Piémont italien en 343. Un jour, il rencontra des moines égyptiens qui avaient été expulsés de leur pays en raison de leur fidélité au concile de Nicée.
Il fut lui-même exilé en Orient (en compagnie de Denis de Milan) sur décision de l'empereur arien Constance II, fils de Constantin. Il y rencontre Athanase d'Alexandrie, qu'il soutiendra jusqu'à la fin de sa vie. Gracié par le nouvel empereur Julien, après avoir connu les geôles de Scythopolis en Palestine, puis de Cappadoce et de Thébaïde, il retrouva sa région de Verceil.
Suivant l'exemple découvert auprès des moines d'Orient il introduisit une forme de cénobitisme dans son diocèse. En fait il est le premier évêque d'Occident à vivre en communauté avec son clergé. Son exemple sera suivi par Augustin d'Hippone.
Il meurt en 371, vénéré en tant que confesseur de la foi.

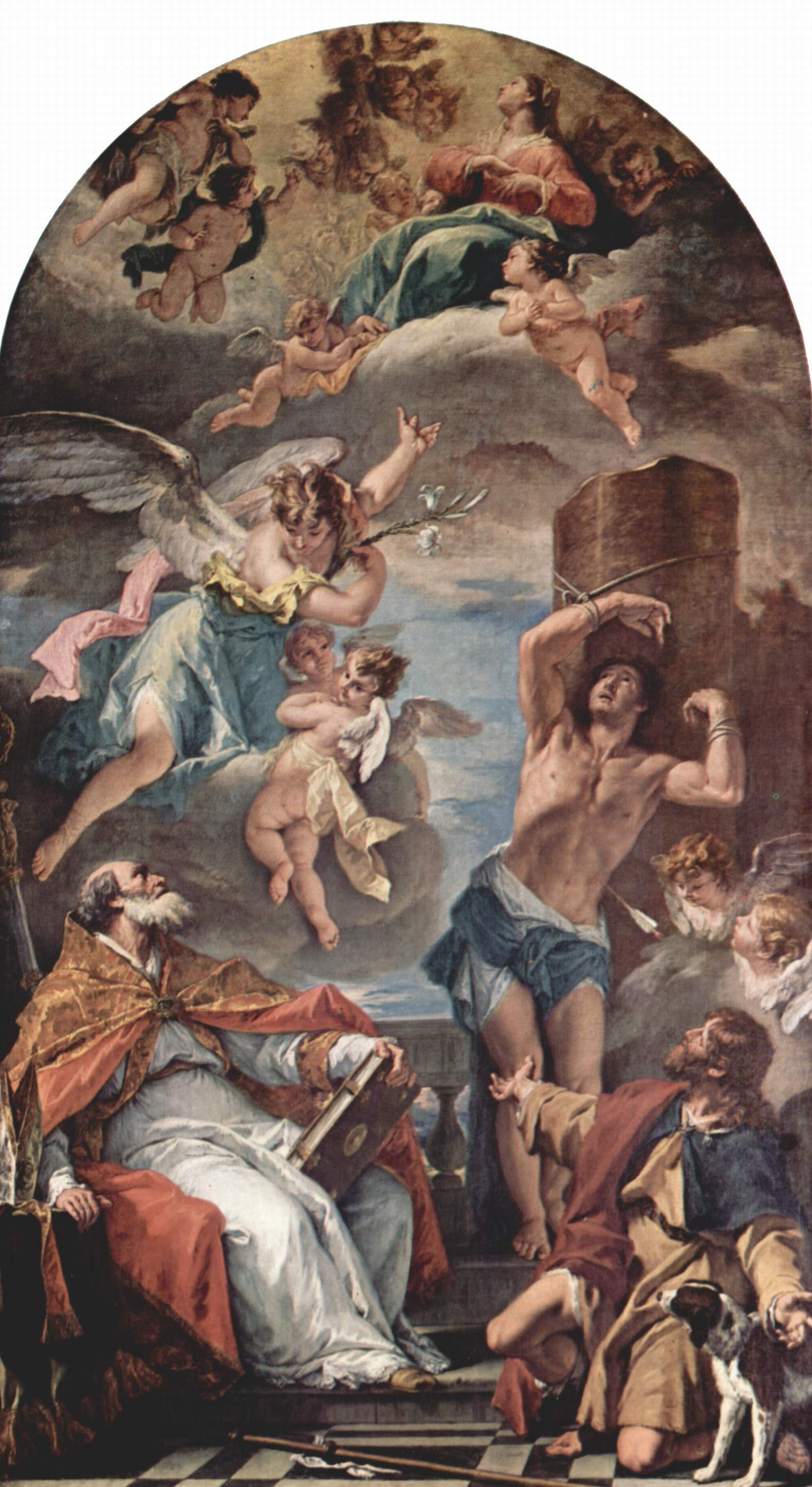
La Vierge Marie en gloire avec l'archange Gabriel et les saints Eusèbe, Sébastien et Roch, Sebastiano Ricci (1725), université de Turin.

## Le diocèse de Verceil
Vers le milieu du IVe siècle tout le territoire de l’arc subalpin dépendait du diocèse de Verceil suffragant de Milan et était dirigé par l’évêque Eusèbe qui déclarait dans une lettre apostolique : « Aux très chers frères et bien-aimés prêtres ainsi qu’à tous les fidèles demeurant dans la foi de Novare, Ivrée, Aoste, Industria, Agaminis ad Palatium et Tortone : Eusèbe évêque, souhaite l’éternel salut dans le Seigneur » .

## Appréciation
- Ambroise, l’évêque de Milan tenait Eusèbe dans la plus haute estime : « Un aussi grand homme, écrivait-il dans une lettre vingt ans après la mort de l'évêque de Verceil, méritait parfaitement d’être élu par toute l’Église[6]. » L’admiration d’Ambroise pour Eusèbe se fondait avant tout sur le fait que celui-ci gouvernait son diocèse par le témoignage de sa vie : « Il gouvernait son Église par l’austérité du jeûne. »

- Dans son intervention lors de l'audience générale du 17 octobre 2007 le pape Benoît XVI a évoqué saint Eusèbe comme fondateur d'une communauté sacerdotale à Verceil d'où étaient issus ses successeurs les évêques : « Limenius et Honorat à Verceil, Gaudentius à Novare, Exuperantius à Tortone, Eustasius à Aoste, Eulogius à Ivrée et Maxime à Turin »[7].

## Méditation
Eusèbe fut plusieurs fois envoyé en exil pour son opposition aux hérétiques. Dans la lettre qui suit, adressée à Grégoire d'Elvire, qui a lui aussi souffert pour sa foi, il témoigne de son courage :
Celui qui est en nous
« Toi qui es resté ferme dans la même confession de foi et as rompu tout lien avec les hypocrites, tu peux compter sur notre communion. Par les traités dont tu es capable, par tout ce qui peut te valoir la victoire, confonds ceux qui transgressent la foi, invective les infidèles comme tu l'as fait sans craindre en quoi que ce soit le pouvoir séculier, car celui qui est en nous est plus fort que celui qui est dans le monde.
Quant à nous, ton confrère dans le sacerdoce, qui subissons un troisième exil, nous disons ce que nous avons considéré comme évident. Tout l'espoir des hérétiques dépend non pas de leur fragile cohésion, mais de la protection du pouvoir séculier, ce en quoi ils ignorent les Écritures, qui disent : Maudis ceux qui mettent leur espoir dans un homme ! Notre secours à nous est dans le nom du Seigneur qui fit le ciel et la terre (Jr 17, 5) ; (Ps 123, 8). Nous désirons subsister dans les épreuves, pour que, conformément à ce qui est dit (Rm 8, 18), nous puissions être glorifiés dans le Royaume.»